# ザ・コーデッツ
ザ・コーデッツ（The Chordettes）は、アメリカ合衆国ウィスコンシン州シボイガン出身のフォークソング・グループである。1940年代から1950年代にかけて活動した。女性4人のカルテットで、元々はフォークソングを専門とし、アカペラで歌っていた。初期はコロムビア・レコードにてアルバムを数枚作成し、のちにケイデンス・レコードに移籍した。バーバーショップ・スタイルの無伴奏四声合唱の時代とロックの時代をつなぐ重要な役割を果たしたといわれている。最初の大ヒットは1954年の「Mr. Sandman」で、その次は1958年の「ロリポップ」である。1955年後半から1960年代前半までアメリカでチャート入りし続けた。

## 経歴
グループは、1946年にシボイガン（ウィスコンシン州）で結成された。グループ初期のメンバーはジャネット・エーテル（1913年9月21日 - 1988年11月4日）とキャロル・ブッシュマン（ジャネット・エーテルの義理の姉妹）、ドロシー・シュワルツ、ジニー・オズボーン（ジニー・ロッカードとも。1928年4月25日 - 2003年5月19日）である。その後、1952年にドロシー・シュワルツの後任としてリン・エヴァンズがメンバーになり、1953年にはジニー・オズボーンが妊娠したため、マージ・ニーダムが代理を勤めた（出産後、ジニー・オズボーンはメンバーに戻っている）。また、ナンシー・オーバートン（1926年2月6日 - 2009年4月5日）も後からグループに入ったメンバーである。当初はザ・ウィーバーズ（en:The Weavers）のスタイルでフォークソングを歌っていたが、のちにバーバーショップ・スタイルに変わった。これはオズボーンの父の影響である。1961年、ジニー・オズボーンがグループを脱退。後任を見つけられず、グループは1963年に解散した。

## その他
- 映画『バック・トゥ・ザ・フューチャー』の一部のシーンで「Mr. Sandman」が流れている（ただし、The Four Acesのカヴァー・ヴァージョンである）。
- 日本では3枚発売されたのみでヒットしなかった。

## メンバーの生死
アリス・メイ・シュピールフォーゲルは、1981年に55歳で死去。
ジャネット・エーテルは、1988年11月22日に75歳で死去。
ジニー・オズボーン(後のジニー・ジャニス)は、2003年に76歳で死去。
ナンシー・オーバートンは、食道がんとの長い闘病の末、2009年4月5日に83歳で死去。
ドロシー・シュワルツは、2016年4月4日に89歳で死去。
リン・エヴァンズは2020年2月6日、95歳で死去。
キャロル・ブッシュマンは、2023年9月30日、ウィスコンシン州シボイガンで96歳で死去。

## ディスコグラフィ

### アルバム
- Harmony Time (1950年、Columbia)
- Harmony Time Volume II (1951年、Columbia)
- Harmony Encores (1952年、Columbia)
- The Chordettes Sing Your Requests (1953年、Columbia)
- The Chordettes (1955年、Columbia)
- 『クローズ・ハーモニー』 - Close Harmony (1955年、Cadence)
- 『リッスン』 - Listen (1957年、Columbia)
- 『コーデッツ』 - The Chordettes (1957年、Cadence)
- Drifting and Dreaming (1959年、Harmony)
- 『日曜はダメよ』 - Never on Sunday (1962年、Cadence)

### シングル
- "Mr. Sandman" (1954年)
- "Teenage Goodnight" (1956年)
- "Lay Down Your Arms" (1956年)
- "The Wedding" (1956年)
- "Born to Be with You" (1956年)
- "Eddie My Love" (1956年)
- "Just Between You And Me" (1957年)
- "Soft Sands" (1957年)
- 「ラリパップ」 - "Lollipop" (1958年)
- "Zorro" (1958年)
- "A Girl's Work Is Never Done" (1959年)
- "No Other Arms,No Other Lips" (1959年)
- "Faraway Star" (1961年)
- "Never On Sunday" (1961年)